# Hanne Haugland
Hanne Haugland (* 14. Dezember 1967 in Haugesund) ist eine ehemalige norwegische Hochspringerin. 
Hanne Haugland stammt aus einer sprungbegabten Familie. Ihr Großvater Eugen Haugland war Vierter im Dreisprung bei den Leichtathletik-Europameisterschaften 1946. Ihr Vater Terje Haugland wurde bei den Europameisterschaften 1969 Elfter im Weitsprung. Hanne Haugland sprang zwar nicht so weit wie ihre Vorfahren, aber höher.
1989 wurde Hanne Haugland bei den Halleneuropameisterschaften mit 1,96 m im Hochsprung Zweite hinter der für Rumänien startenden Alina Astafei, die zwar auch 1,96 m sprang, aber weniger Fehlversuche hatte. 1990 wurde Haugland mit 1,91 m Vierte bei den Halleneuropameisterschaften. Bei den Europameisterschaften 1990 im Freien belegte sie mit 1,89 m Platz acht.
Nach einem neunten Platz bei den Weltmeisterschaften 1993 mit 1,88 m und einem fünften Platz bei den Europameisterschaften 1994 mit 1,93 m sprang Hanne Haugland 1995 in der Halle erstmals über 2,00 m. Bei den Weltmeisterschaften 1995 ersprang sie mit 1,96 m den sechsten Rang. 1996 erreichte sie bei den Olympischen Spielen zwar das Finale, aber 1,96 m reichten nur zu Platz acht.
1997 war dann das Jahr der Hanne Haugland. Sie gewann bei den Hallenweltmeisterschaften Bronze mit 2,00 m. Gold gewann die Bulgarin Stefka Kostadinowa mit 2,02 m und Silber gewann mit 2,00 m Inha Babakowa aus der Ukraine. Bei den Freiluft-Weltmeisterschaften in Athen genügten Hanne Haugland 1,99 m zum Weltmeistertitel vor Inha Babakowa und der Russin Olga Kaliturina, die mit 1,96 m beide Silber gewannen. Drei Tage nach ihrem Sieg in Athen sprang Hanne Haugland beim Meeting Weltklasse Zürich 2,01 m. Dieser norwegische Rekord wurde in den zehn Jahren danach nicht überboten. 1997 wurde sie zu Norwegens Sportlerin des Jahres gewählt und gewann die Aftenposten-Goldmedaille.
Nach 1997 erreichte Hanne Haugland kein großes Finale mehr.
Hanne Haugland ist 1,83 m groß und wog zu Wettkampfzeiten 65 kg.